# レジェンド・オブ・フォール/果てしなき想い
『レジェンド・オブ・フォール/果てしなき想い』（レジェンド・オブ・フォール/はてしなきおもい、原題：Legends of the Fall）は、エドワード・ズウィック監督の恋愛映画で、1994年のアメリカの壮大な西部劇映画。ブラッド・ピット、アンソニー・ホプキンス、エイダン・クイン、ジュリア・オーモンド出演。1979年に出版されたジム・ハリソンの同名小説を基にした20世紀初頭のモンタナ州の荒野と平原に暮らす3人の兄弟とその父親についての物語。ラドロー家はコーンウォールからの移民の家族で、映画は20世紀初頭から第一次世界大戦、禁酒法時代、そして1963年の短いシーンまでのほぼ50年間に及ぶ。

## あらすじ
アメリカの山奥、元騎兵隊の父と牧場で暮らす3人の息子達。彼等の穏やかな生活は第一次世界大戦の勃発を契機に大きく変わっていく。南北戦争の経験から息子の志願を止める父、心配で付いていく者、残る者。それぞれの想いが交錯し、お互いの人生は重大な岐路を迎える。

## キャスト
| 役名                       | 俳優                       | 日本語吹替                                                            | 日本語吹替                                                                   |
| 役名                       | 俳優                       | VHS・旧DVD版                                                          | 新DVD・BD版                                                                  |
| -------------------------- | -------------------------- | --------------------------------------------------------------------- | ---------------------------------------------------------------------------- |
| トリスタン・ラドロー       | ブラッド・ピット           | 宮本充                                                                | 東地宏樹                                                                     |
| ウィリアム・ラドロー大佐   | アンソニー・ホプキンス     | 山野史人                                                              | 佐々木梅治                                                                   |
| アルフレッド・ラドロー     | エイダン・クイン           | 家中宏                                                                | 内田直哉                                                                     |
| スザンナ・ラドロー         | ジュリア・オーモンド       | 勝生真沙子                                                            | 石塚理恵                                                                     |
| サミュエル・ラドロー       | ヘンリー・トーマス         | 平田広明                                                              | 平川大輔                                                                     |
| イザベル・トゥー・ラドロー | カリーナ・ロンバード       | 金沢映子                                                              | 斉藤梨絵                                                                     |
| ワン・スタッブ             | ゴードン・トゥートゥーシス | 内田稔                                                                | 青野武                                                                       |
| イザベル・ラドロー         | クリスティナ・ピックルズ   | 沢田敏子                                                              | 泉裕子                                                                       |
| デッカー                   | ポール・デスモンド         | 伊井篤史                                                              | 中博史                                                                       |
| ペット                     | タントゥー・カーディナル   | 竹口安芸子                                                            | 定岡小百合                                                                   |
| その他                     | N/A                        | 上田敏也 秋元羊介 成田剣 名取幸政 幹本雄之 大黒和広 大谷育江 坂口賢一 | かないみか 辻親八 青山穣 遠藤純一 駒谷昌男 高階俊嗣 栗山浩一 吉野貴宏 奈良徹 |
|                            |                            |                                                                       |                                                                              |
| 演出                       | 演出                       | 松川陸                                                                | 伊達康将                                                                     |
| 翻訳                       | 翻訳                       | 岩佐幸子                                                              | 岩佐幸子                                                                     |
| 調整                       | 調整                       | 田中和成                                                              |                                                                              |
| プロデュース               | プロデュース               | 吉岡美惠子                                                            |                                                                              |
| 制作担当                   | 制作担当                   | 神部宗之 菊池由香                                                     |                                                                              |
| 制作                       | 制作                       | 東北新社                                                              | 東北新社                                                                     |

新DVDの吹き替えはアルティメット・コレクション版等のDVDに収録されているが、パッケージ裏の吹替声優の表記はVHS・旧DVD版の物になっている。

## 評価
第67回アカデミー賞では4部門でノミネートされ、ジョン・トールが撮影賞を受賞した。